# Phyllonorycter diaphanella
Phyllonorycter diaphanella är en fjärilsart som först beskrevs av Frey och Boll 1878.  Phyllonorycter diaphanella ingår i släktet guldmalar, och familjen styltmalar. Inga underarter finns listade i Catalogue of Life.